# Octacílio Negrão de Lima
Octacílio Negrão de Lima (Lavras, 8 de abril de 1897 – Belo Horizonte, 27 de maio de 1960) foi um político brasileiro do estado de Minas Gerais.
Nasceu no distrito de Nepomuceno, quando este pertencia ao município de Lavras. Diplomou-se pela Escola Livre de Engenharia e logo após, foi nomeado engenheiro do Estado de Minas Gerais, trabalhando em diversas obras nas regiões limites do Estado com Bahia e Goiás.
Em 1944 tornou-se diretor-superintendente do Banco Fluminense da Produção. Foi eleito deputado estadual em Minas Gerais pelo PTN para o mandato de 1947 a 1951, mas renunciou em 12 de dezembro de 1947, para tomar posse como Prefeito Municipal de Belo Horizonte, sendo substituído pelo deputado Manuel Alves de Castro a partir de 18 de dezembro de 1947.
Otacílio era irmão do ex-governador da Guanabara Francisco Negrão de Lima. Foi o vigésimo primeiro prefeito de Belo Horizonte, exercendo mandato de 8 de abril de 1935 a 18 de abril de 1938 e vigésimo nono prefeito, no mandato de 12 de dezembro de 1947 a 1 de fevereiro de 1951 na Prefeitura de Belo Horizonte, sendo o primeiro prefeito eleito da cidade.
Ajudou a desenvolver a região da Ressaca, hoje conhecida como região do Alípio de Melo.
Foi ministro do Trabalho, Indústria e Comércio no Governo Gaspar Dutra, de 31 de janeiro a 30 de outubro de 1946.
Deu nome ao estádio de seu clube do coração, o América Futebol Clube-MG, o então Estádio Otacílio Negrão de Lima, inaugurado em 1948.
Foi o criador e idealizador do Minas Tênis Clube e idealizador do Estádio Independência.